# コナン・ザ・バーバリアン
『コナン・ザ・バーバリアン』（Conan the Barbarian）は、2011年のアメリカ合衆国のアクション映画。監督はマーカス・ニスペル、出演はジェイソン・モモアとレイチェル・ニコルズなど。ロバート・E・ハワードの小説『英雄コナン』シリーズを原作とした作品である。

## ストーリー
有史時代より遥か昔。戦士の息子として生まれたコナンは、強力な妖術を得ようとするアケロン族の悪しき戦士カラー・ジムによって、父親を目の前で惨殺される。やがて大人になったコナンは、父の仇を取るためにカラー・ジムを追っていた。そして、カラー・ジムが妖術を得るための儀式を計画していることや、そのためにとある女性を探していることを知る。

## キャスト
| 役名                 | 俳優                   | 日本語吹き替え                                                    |
| -------------------- | ---------------------- | ----------------------------------------------------------------- |
| コナン               | ジェイソン・モモア     | 藤真秀                                                            |
| タマラ               | レイチェル・ニコルズ   | 甲斐田裕子                                                        |
| カラー・ジム         | スティーヴン・ラング   | 原康義                                                            |
| マリーク             | ローズ・マッゴーワン   | 愛河里花子                                                        |
| ウカファ             | ボブ・サップ           | 永田昌康                                                          |
| コリン               | ロン・パールマン       | 大友龍三郎                                                        |
| コナン（子供時代）   | レオ・ハワード         |                                                                   |
| ルシウス             | スティーヴン・オドネル |                                                                   |
| アータス             | ノンソー・アノジー     |                                                                   |
| エラ・シャン         | サイード・タグマウイ   |                                                                   |
| レモ                 | ミルトン・ウェルシュ   |                                                                   |
| ファサール大祭司     | ラード・ラウィ         |                                                                   |
| その他               | N/A                    | 金光宣明、角田紗里 池田ヒトシ、佐々木啓夫 山本格、江藤博樹 森千晃 |
| 日本語版制作スタッフ |                        |                                                                   |
| 演出                 | 演出                   | 麦島哲也                                                          |
| 字幕翻訳             | 字幕翻訳               | 小寺陽子                                                          |
| 吹替翻訳             | 吹替翻訳               | 川岸史                                                            |
| 録音・調整           | 録音・調整             | 高見元太                                                          |
| 制作担当             | 制作担当               | 尾澤美牧                                                          |
| 制作                 | 制作                   | HALF H・P STUDIO                                                  |

## 作品の評価
Rotten Tomatoesによれば、150件の評論のうち、高く評価しているのは25%にあたる38件のみであり、平均して10点満点中4.15点を得ている。
Metacriticによれば、29件の評論のうち、高評価は2件、賛否混在は12件、低評価は15件で、平均して100点満点中36点を得ている。